# Gratin savoiardo
Il gratin savoiardo è una tradizionale preparazione culinaria, variante del gratin dauphinois.

## Ingredienti
La ricetta comprende patate bollite in brodo di carne bovina e formaggio (Beaufort, Emmental di Savoia, Gruyère) e gratinate al forno.. Contrariamente alla versione del Delfinato, nel gratin savoiardo non ci sono latte, panna, uova.Alcune antiche ricette non prevedono il formaggio.